# Jodowanie soli
Problem niedoboru jodu w diecie został zauważony prawie 200 lat temu. Początkowe działania były prowadzone na niewielką skalę, dopiero w 1960 roku sprawą zajęła się Światowa Organizacja Zdrowia (WHO), aktywnie angażując się w tworzenie powszechnych programów zdrowotnych zajmujących się m.in. jodowaniem soli spożywczej. Przyniosły one wymierne efekty i znacząco ograniczyły występowanie chorób związanych z niskim spożyciem jodu – również w Polsce. Ich skuteczność jest tym bardziej widoczna, gdy uzyskane efekty zdrowotne zestawi się z ich relatywnie niewielkimi kosztami. Z tego powodu jodowanie soli uważane jest za najbardziej efektywny program zdrowotny w historii świata

## Znaczenie jodu
Jod jest niezbędnym mikroelementem dla prawidłowego funkcjonowania organizmu człowieka, wykorzystywanym m.in. do produkcji hormonów tarczycy: tyroksyny (T4) i trójjodotyroniny (T3), od których uzależnione jest działanie większości komórek, a w szczególności rozwój układu nerwowego. Jako pierwiastek najczęściej występuje w glebie, wodzie i powietrzu w pobliżu mórz. Niedobór jodu zaburza pracę tarczycy, prowadzi do znacznego ograniczenia zdolności umysłowych i fizycznych u dzieci, u kobiet w ciąży może być powodem zaburzeń rozwoju płodu (np. wystąpienia kretynizmu). 
| Dzienne stężenie wydalanego jodu (ug/L) | Spożycie jodu       | Status                                             |
| <20                                     | Niedostateczne      | Poważny niedobór jodu                              |
| 20-49                                   | Niedostateczne      | Umiarkowany niedobór jodu                          |
| 50-99                                   | Niedostateczne      | Łagodny niedobór jodu                              |
| 100-199                                 | Adekwatne           | Optymalne                                          |
| 200-299                                 | Powyżej adekwatnego | Optymalne                                          |
| >300                                    | Nadmierne           | Ryzyko wystąpienia negatywnych efektów zdrowotnych |

Głównym objawem niedoboru jodu jest powiększenie tarczycy, czyli tzw. wole endemiczne, pociągające za sobą wzmożone ryzyko zachorowania gruczołu tarczycowego. W zależności od stopnia niedoboru jodu brak tego pierwiastka powoduje szereg innych zaburzeń, z których do najważniejszych należą: nieodwracalne uszkodzenie mózgu u płodu i noworodków, opóźniony rozwój psychomotoryczny u dzieci, obniżenie funkcji reprodukcyjnych oraz spowolniony rozwój intelektualny społeczeństw. Za  grupy ryzyka o szczególnym znaczeniu uważa się: kobiety w ciąży, noworodki oraz dzieci i młodzież w okresie dojrzewania. Wśród osób dorosłych niedobór jodu powoduje niedoczynność tarczycy, której objawami są skrajne zmęczenie, wole, spowolnienie umysłowe, depresja, podniesienie wagi i utrzymywanie się niskiej temperatury ciała. Normy spożycia dla dzieci w wieku szkolnym przedstawione są w Tabeli 1.
| Grupa                               | Spożycie jodu μg/dzień |
| Dzieci przedszkolne (0-59 miesięcy) | 90                     |
| Dzieci szkolne (6-12 lat)           | 120                    |
| Dorośli i dzieci (>12 lat)          | 150                    |
| Kobiety w ciąży i kobiety karmiące  | 250                    |

Pierwsze wzmianki o znaczeniu jodu można znaleźć w przekazach chińskich z IV tysiąclecia p.n.e., gdy zaobserwowano znaczące zmniejszenie woli na skutek spożywania wodorostów i glonów morskich. Dopiero w XIX w. odkryto jednak pierwiastek jodu i potwierdzono jego rolę w funkcjonowaniu tarczycy i w powstawaniu wola endemicznego, czego dokonali francuscy chemicy: Curtois, Gay-Lussac, Chatin, Baumann oraz Coindet – lekarz mieszkający w Szwajcarii.
Przed 1990 rokiem, kiedy WHO zorganizowała światowy szczyt poświęcony temu problemowi, populacje tylko kilku krajów spożywały jod na odpowiednim poziomie – m.in. Szwajcarii, krajów skandynawskich, USA oraz Kanady. Obecnie (dane z badania UNICEF i ONZ z 2011 roku, Tabela 3) na świecie około 2 miliardów ludzi nadal żyje w rejonach dotkniętych niedoborem jodu, a wole endemiczne pojawia się u około 600 milionów ludzi. W około 50 krajach jest to nadal istotny problem zdrowia publicznego. Niedobór jest szczególnie powszechny na Zachodnim Pacyfiku oraz w południowo-wschodniej Azji i Afryce, gdzie odpowiednio prawie 34, 78 i 58 milionów dzieci jest zagrożonych zbyt niskim spożyciem jodu. 
|                  | Osoby doknięte niedoborem jodu (stężenie jodu w moczu <100ug/L) |                             |                               |                           |
|                  | Dzieci w wieku szkolnym                                         | Dzieci w wieku szkolnym     | Cała populacja                | Cała populacja            |
| Region           | Proporcja dzieci (%)                                            | Liczba dzieci (w milionach) | Proporcja całej populacji (%) | Liczba osób (w milionach) |
| Afryka           | 39.5%                                                           | 58.1                        | 40.1                          | 322.2                     |
| Ameryki          | 13.7%                                                           | 14.6                        | 13.7                          | 125.7                     |
| Azja Mniejsza    | 38.6%                                                           | 30.7                        | 37.4                          | 199.2                     |
| Europa           | 43.9%                                                           | 30.5                        | 44.2                          | 393.1                     |
| Azja Płd.-Wsch.  | 31.9%                                                           | 78.4                        | 31.7                          | 565.3                     |
| Zachodni Pacyfik | 19.8%                                                           | 33.9                        | 17.9                          | 319.4                     |
| GLOBALNIE        | 29.8%                                                           | 246.2                       | 28.7                          | 1924.9                    |

## Programy zdrowotne
Już w 1830 roku Jean Baptiste Boussingault rekomendował powszechne jodowanie soli, aby zapewnić odpowiednią podaż tego pierwiastka. Jednak dopiero po prawie stu latach, w 1922 roku, uwzględniono te zalecenia, a pierwszym krajem, który zaczął jodować sól, była Szwajcaria. W następnych latach dołączyły także inne państwa, w tym Polska w 1935 r.  Początkowo jodowanie obejmowało tylko niektóre sprzedawane sole spożywcze, a zawartość tego pierwiastka była relatywnie niska, lecz nawet takie działania przyniosły wymierne efekty. Dowód na poprawę sytuacji dał David Marine na początku lat 20. XX w., gdy w stanie Ohio w USA opublikował serię artykułów, w których informował o znaczącym spadku – o ponad 20 punktów procentowych – częstości występowania woli u jego pacjentów, głównie dzieci, którym podawał suplementy zawierające jod. 
W sposób systematyczny tym problemem zajęła się WHO w 1960 roku poprzez wydanie kompleksowego raportu dotyczącego częstości występowania wola endemicznego oraz chorób wynikających z niedoboru jodu. Pierwsze powszechne programy zdrowotne zaproponowane przez WHO powstawały po 1985 roku i obejmowały zarówno finansowanie badań naukowych, jak i wprowadzenie jodowanej soli na rynek. Następnie zajęto się także jodowaniem pokarmów dla dzieci do 3. roku życia oraz dodatkową suplementacją kobiet w ciąży, rozpoczęto również kampanie edukacyjne. 
Efekty stosowania programów zdrowotnych zaproponowanych przez WHO są znaczące. Jedne z pierwszych badań pilotażowych prowadzonych w Finlandii w latach 1959, 1969 i 1979 wskazują na zmniejszenie częstości występowania wola z 62% do 28%. W 2014 roku przeprowadzono systematyczną meta-analizę wszystkich najbardziej wiarygodnych doniesień naukowych na ten temat, która uwzględnia prawie 90 publikacji oraz (w sumie) kilka milionów przebadanych osób. Jej wyniki jednoznacznie potwierdzają, że wprowadzenie do obiegu jodowanej soli kuchennej co najmniej pięciokrotnie obniża ryzyko wystąpienia woli endemicznych, sześciokrotnie kretynizmu, a ponad dwukrotnie rzadziej obserwowano relatywnie niskie zdolności poznawcze. Poziom spożytego jodu był oczywiście mocno skorelowany z dostępnością jodowanej soli. Wyniki te potwierdzają znaczenie wprowadzania programów WHO w poszczególnych krajach. 
Z tych powodów, przez ostatnie 25 lat w wielu państwach wprowadzono obowiązkowe lub przynajmniej zalecane jodowanie soli jako bezpieczny, efektywny kosztowo i stabilny sposób zapobiegania chorobom związanym z niedoborem jodu. W tym momencie ok. 120 krajów wymaga, by sprzedawana sól była jodowana, choć nie jest jasne, w ilu przypadkach przepisy te są efektywnie egzekwowane.
Jedną z istotniejszych przyczyn powodzenia tych programów jest fakt, że roczny koszt jodowania mieści się w przedziale 0.02–0.05 US$ na osobę, co nawet w kontekście całego społeczeństwa jest bardzo małym wydatkiem. Dla porównania, szacowany roczny koszt związany z zaburzeniami niedoboru jodu w krajach rozwijających się wynosi 36 miliardów dolarów, a jedynie 0,5 miliarda dolarów jest potrzebne, aby zapewnić tam skuteczne programy jodowania soli. Ponadto, niemniejsze znaczenie ma fakt, że sól jest uniwersalnym produktem używanym każdego dnia praktycznie przez wszystkich mieszkańców świata w podobnych ilościach. 
Spośród krajów monitorowanych przez UNICEF (w tym 128 krajów słabo rozwiniętych), tylko 37 spełnia międzynarodowe założenia, aby ponad 90% gospodarstw domowych stosowało jodowaną sól kuchenną. W pozostałych państwach średnio tylko około 70% wszystkich rodzin ma dostęp do takiego rodzaju soli. Warto zwrócić uwagę, że przed rokiem 1990 było to jedynie 10% gospodarstw domowych.
Ostatnie rekomendacje WHO dotyczące ograniczenia spożycia soli jako czynnika ryzyka chorób układu sercowo-naczyniowego zmuszają do wprowadzenia dodatkowych nośników jodu w produktach spożywczych, takich jak mleko i naturalne wody mineralne o znanym stężeniu jodków (100-200 ug jodu/litr wody). Alternatywą jest kupowanie niesodowych soli kuchennych wzbogacanych o jod, pozostają one jednak nadal rzadko wybieranym produktem.

## Sytuacja w Polsce
Jodowanie soli spożywczej w Polsce wprowadzono po raz pierwszy w latach 1935-1939 w rejonie krakowskim w ilości 3,8 mg jodu/kg soli. Proces ten został przerwany przez wybuch II wojny światowej i wznowiony dopiero po 1947 roku. Z biegiem lat sól jodowano w różnych miejscach Polski w zmiennych ilościach 6-9 mg jodu/kg soli – aż do 1980 roku, kiedy to ponownie przerwano działania, tym razem z powodów ekonomicznych. Po awarii elektrowni w Czarnobylu (1986 r.) wznowiono jodowanie w systemie nieobligatoryjnym, co okazało się nieskutecznym rozwiązaniem.
W latach 1992–1993 przeprowadzono badania epidemiologiczne pod nazwą „ThyroMobil”, które ujawniły zwiększoną częstość występowania wola u dzieci i dorosłych.  Kryteria opracowane przez WHO i ICCIDD pozwoliły stwierdzić, że stan niedoboru jodu w większości polskich regionów został oceniony jako średniociężki, a tylko w pasie nadmorskim jako lekki. Badania ujawniły również niebezpieczeństwo pojawienia się endemii ciężkiej w obszarze endemii Karpackiej i Sudeckiej. Z tego powodu w 1996 r. zarządzeniem Ministra Zdrowia  została wprowadzona profilaktyka oparta na obowiązkowym jodowaniu soli spożywczej przez producentów (23±7,6 mg jodu/kg soli  – co odpowiada 30 mg jodku potasu lub 39 mg jodanu potasu). Zasada ta w prawie niezmienionej formie obowiązuje do dziś. Polska Komisja ds. Kontroli Zaburzeń z Niedoboru Jodu określiła także pozostałe składowe polskiego modelu profilaktyki jodowej: dodatkowe jodowanie pokarmu dla dzieci do 3. roku życia na poziomie 10 mcg jodu/100 ml mleka modyfikowanego (dla dzieci niekarmionych piersią) oraz porcje dla każdej kobiety w ciąży i w okresie karmienia piersią w wysokości 100-150 mcg jodu/dobę w postaci dostępnych na rynku farmaceutyków lub suplementów diety
Badania wykazują, że po dziesięciu latach od rozpoczęcia programu obligatoryjnego jodowania soli, częstość wola u dzieci w wieku szkolnym spadła średnio z 24% do 4,7%, czyli do poziomu powszechnie uznawanego za naturalny. Ponadto częstość podwyższonych wartości TSH u noworodków obniżyła się z 14% do 6%, zahamowany został również ostry wzrost występowania raka tarczycy, w szczególności jego najbardziej złośliwej formy.
Zatem wśród dzieci i dorosłych nie odnotowuje się znacznych niedoborów jodu, co potwierdza WHO, uznając Polskę za kraj z odpowiednim poziomem spożycia jodu. Inaczej jest wśród kobiet w ciąży. Na przykład, w dotychczasowych badaniach wykonanych przez Instytut Matki i Dziecka w Warszawie oraz przez Uniwersytet Medyczny w Łodzi wykazano, że tylko około 50% kobiet w ciąży otrzymuje zalecaną dodatkową dawkę jodu.

## Kontrowersje
Mimo iż zasadność powszechnego jodowania soli kuchennej wydaje się nie do podważenia, wciąż mogą istnieć pewne kontrowersje związane z negatywnym wpływem spożywania soli na zdrowie. Można zauważyć występowanie konfliktu w postrzeganiu soli jodowanej – np. WHO z jednej strony rekomenduje jej spożycie, a z drugiej podkreśla, że należy ograniczać przyjmowane dawki. Sprzeczność tych komunikatów została dostrzeżona przez ekspertów na spotkaniu w Sydney w 2014 roku. Obecnie podejmowane są działania dostosowujące profilaktykę jodową do obowiązujących zaleceń dotyczących redukcji spożycia soli w ramach działań prewencyjnych chorób układu krążenia. Zalecenia WHO precyzują maksymalne spożycie na 5 g soli na dobę (średnie spożycie w Polsce wynosi ok. 13,5 g/dobę). Starania idą w kierunku znalezienia alternatywnego źródła jodu, które umożliwi spożywanie mniejszej ilości soli, a przy tym zapobiegnie negatywnym skutkom niedoboru jodu. Niewykluczone, że wprowadzone zostanie jodowanie takich produktów, jak chleb, mleko czy woda,. W ostatnich latach trwają też prace nad stworzeniem soli ze stabilnym związkiem jodu, który umożliwi lepsze efekty przy mniejszej ilości spożytej soli. Rozważane jest też zastosowanie soli niesodowej wzbogaconej o minerały oraz dodawanie jodu do paszy zwierzęcej.
Wiele typów soli reklamowanych jako „naturalne” lub „ekologiczne” – w tym np. tzw. sól himalajska oraz większość rodzajów soli morskiej – nie spełnia wymagań polskiego prawa i nie jest wzbogacona o jod. Równocześnie systematyczne analizy jednoznacznie wskazują, iż naturalna zawartość jodu w tych solach jest zdecydowanie niższa niż w jodowanej soli kuchennej. W przypadku soli himalajskiej jest to ok. 1.42 mg jodu/kg soli, czyli ponad piętnastokrotnie mniej niż w zwykłej kuchennej soli jodowanej. Tym samym sole te nie zapewniają odpowiedniej podaży tego pierwiastka. Rozpowszechnienie ich w społeczeństwie może więc prowadzić do nawrotu chorób wynikających z niedoboru jodu.